# Mleczaj niebieskawy

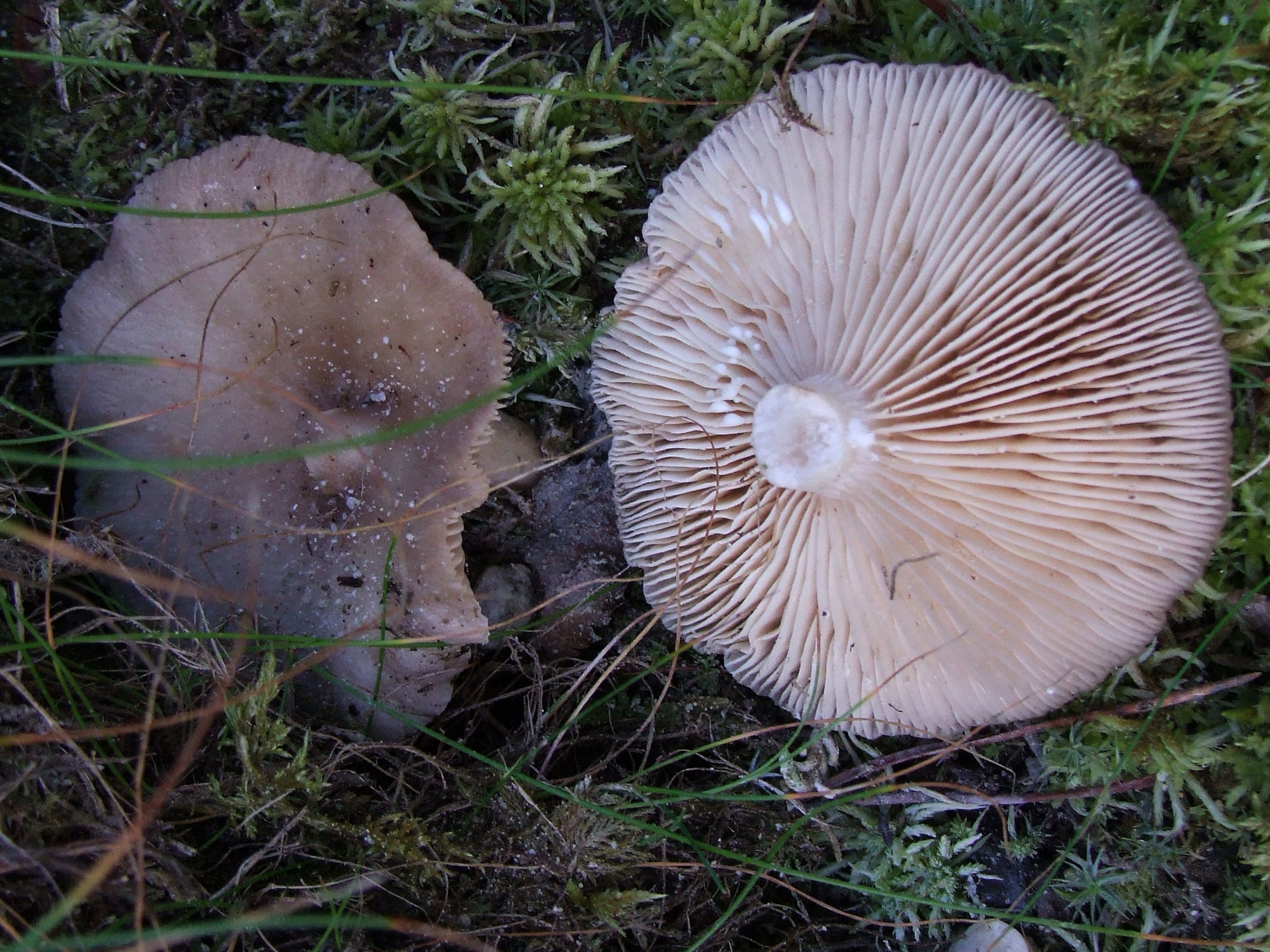

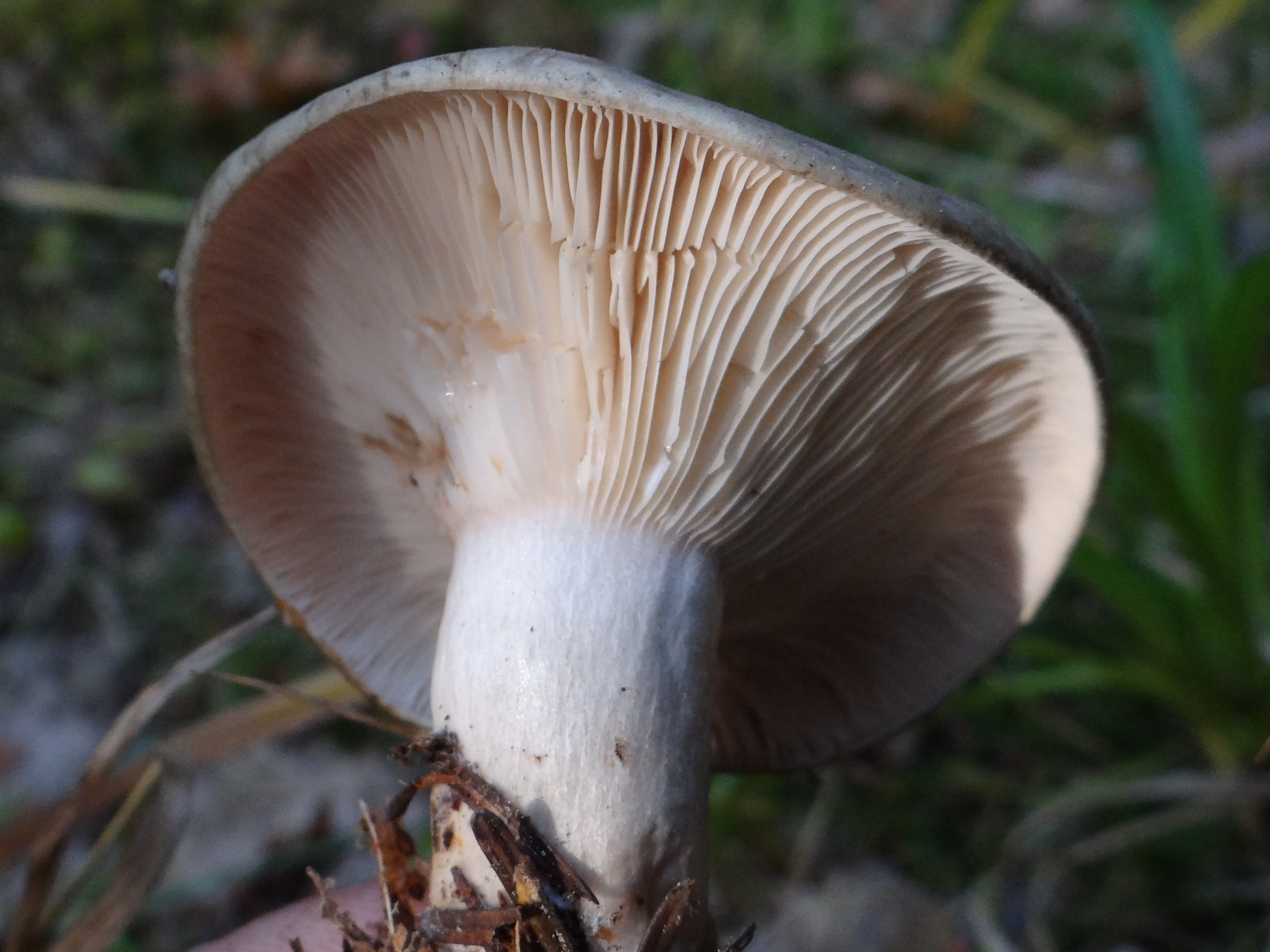

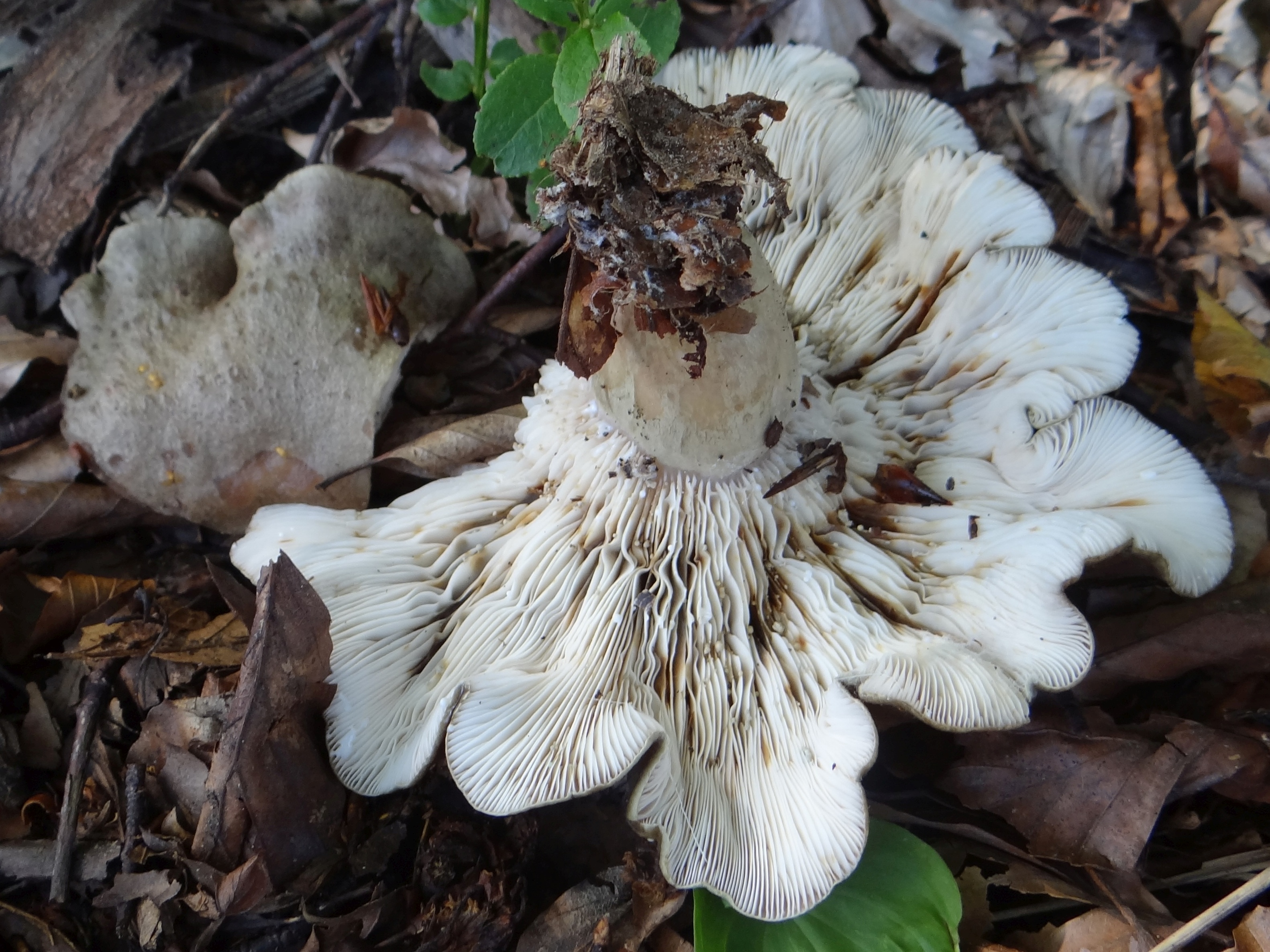

Mleczaj niebieskawy (Lactarius trivialis Fr.) – gatunek grzyba z rodziny gołąbkowatych (Russulaceae).

## Systematyka i nazewnictwo
Pozycja w klasyfikacji według Index Fungorum: Lactarius, Russulaceae, Russulales, Incertae sedis, Agaricomycetes, Agaricomycotina, Basidiomycota, Fungi.
Po raz pierwszy takson ten zdiagnozował w 1815 r. Elias Fries nadając mu nazwę Agaricus trivialis. Obecną nazwę nadał mu w 1838 r. ten sam autor, przenosząc go do rodzaju Lactarius. Niektóre synonimy naukowe:
- Agaricus trivialis Fr. 1815
- Galorrheus trivialis (Fr.) P. Kumm. 1871
- Lactifluus trivialis (Fr.) Kuntze 1891

Nazwę polską zaproponował Władysław Wojewoda w 2003 r., przez Alinę Skirgiełło gatunek ten opisany był jako mleczaj pospolity, dawniej w polskim piśmiennictwie mykologicznym miał jeszcze inne nazwy: bedłka świniarka, świniarka i mleczaj niezgrabny.

## Morfologia
Kapelusz
Średnica 5–17 cm. Początkowo wypukły z wąsko podwiniętym brzegiem, potem płasko rozpostarty, na koniec wklęsły z wyprostowanym brzegiem. Powierzchnia gładka, lepka, oślizgła i błyszcząca, skórka łatwo dająca się ściągnąć. Początkowo ma kolor od brudnomięsistego do jasnofioletowego, lekko marmurkowaty i na brzegu również wodnoplamisty, później blaknie i staje się różowo-ochrowy mięsopomarańczowy.
Blaszki
Gęste i cienkie, przy trzonie czasami rozwidlające się, na obydwu końcach zwężone, przy trzonie przyrośnięto-zbiegające. Przez długi czas są białe, dopiero u starszych okazów stają się brązowawe, a pod wpływem kropelek mleczka szarozielonkawe.
Trzon
Wysokość 4–10 cm, grubość 1–2,5 cm, dosyć długi i cylindryczny, czasami maczugowaty, kruchy, początkowo pełny, później pusty. Powierzchnia gładka, bez jamek, śluzowato-lepka, kolor białawy.
Miąższ
U młodych okazów białawy, tylko pod skórką szaroliliowy, u starszych brązowy. Miąższ pozbawiony mleczka jest tylko nieco gorzki i ma owocowy zapach.
Mleczko
Młode owocniki wydzielają obficie białe mleczko, które po stwardnieniu staje się żółtawe. Początkowo jest łagodne w smaku, później jednak gorzkie i silnie piekące.
Cechy mikroskopowe
Wysyp zarodników kremowy. Zarodniki szerokoelipsoidalne o rozmiarach 8,5–10,5 × 7–8,5 μm. Ich powierzchnia pokryta jest brodawkami, które połączone są grubymi łącznikami tworzącymi nieregularną siatkę. Liczne cystydy występują na ostrzach i na bokach blaszek. Są wrzecionowate i zazwyczaj mają zaokrąglone szczyty.
Gatunki podobne
- mleczaj szaroplamisty (Lactarius vietus). Ma jaśniejsze owocniki bez rudawego odcienia[4]
- mleczaj rudobrązowy (Lactarius hysginus). Jest bardziej rudawy i masywny[4]

## Występowanie i siedlisko
Występuje w Ameryce Północnej, Europie i Azji. W Polsce gatunek rzadki. Znajduje się na Czerwonej liście roślin i grzybów Polski. Ma status R – potencjalnie zagrożony z powodu ograniczonego zasięgu geograficznego i małych obszarów siedliskowych. Znajduje się na listach gatunków zagrożonych także w Danii, Niemczech, Holandii.
Naziemny grzyb mykoryzowy. Rośnie w wilgotnych lasach iglastych i liściastych, szczególnie pod brzozami i świerkami. Owocniki wytwarza od lipca do października.

## Znaczenie
Grzyb jadalny, spożywany w krajach Europy Wschodniej, po wcześniejszym ukiszeniu lub zasoleniu.
Jest często atakowany przez pasożytniczego grzyba Hypomyces lateritius, powodującego pleśnienie i niedorozwój jego blaszek oraz stwardnienie miąższu. Porażone przez tego grzyba owocniki rydzów są niejadalne.